# Mark Stoermer
Mark August Stoermer (Houston, 28 giugno 1977) è un bassista e musicista statunitense, membro della band The Killers.

## Biografia
Mark Stoermer nasce in Texas il 28 giugno del 1977 da padre australiano di origini olandesi e madre statunitense. La famiglia si strasferisce a Las Vegas quando Mark Stoermer ha tre anni. Nel 1995 si diploma alla Chaparral High School. Successivamente si iscrive alla Las Vegas University, dove studia filosofia e musica. Sin dai tempi delle superiori entra a far parte di vari gruppi musicali e suona la tromba in un gruppo jazz. All'università suona nella banda musicale. Finiti gli studi si allontana dal jazz influenzato da gruppi rock come i Nirvana, The Beatles, The Who, i Pink Floyd, i Joy Division e da artisti musicali rap quali Public Enemy e N.W.A.
In questo periodo comincia a suonare la chitarra elettrica, entrando a parte di varie formazioni di Las Vegas come Habit Rouge e The Negative Ponies. Durante il periodo con The Negative Ponies incontra Brandon Flowers e Dave Keuning che si esibiscono con un gruppo musicale embrione di The Killers. Diventa fan della loro musica, presenziando a diversi loro concerti. Nel settembre del 2002, data la sua notevole abilità anche al basso elettrico, gli viene offerta l'opportunità di diventare il bassista ufficiale dei The Killers. Una volta accettata l'offerta, cambia strumento e va a completare la band con Ronnie Vannucci alla batteria.
Il 24 gennaio 2012 pubblica il suo primo album da solista, Another Life, in cui oltre al basso suona la chitarra e canta. Nell'autunno del 2014 suona in tour con gli Smashing Pumpkins. Il 5 agosto 2016 viene pubblicato il suo secondo album da solista, Dark Arts, nella realizzazione del quale è stato profondamente influenzato dalla musica elettronica.

## Stile
Il suo stile nel suonare il basso elettrico è caratteristico. Lo si può ascoltare in brani quali Jenny Was a Friend of Mine, On Top, Somebody Told Me, Move Away, Shadowplay, Joy Ride. Ha sviluppato questo stile anche grazie agli effetti di distorsione. Predilige inoltre l'uso del plettro, per rendere il basso uno strumento melodico e percussivo allo stesso tempo. Suona solitamente un Fender Jazz Bass vintage e possiede anche un Fender Precision Bass e un Rickenbacker 4001 Bass. Tra le sue maggiori influenze cita, inoltre, Noel Redding, John Entwistle, Paul McCartney, Adam Clayton, Peter Hook e Simon Gallup.

## Discografia parziale

### Da solista

#### Album in studio
- 2011 - Another Life
- 2016 - Dark Arts
- 2016 - Darker Arts
- 2017 - Filthy Apes and Lions

#### Singoli
- 2016 - Blood and Guts (The Anatomy Lesson)